# فرانك مالينا
فرانك مالينا (بالإنجليزية: Frank Malina)‏ (و. 1912 – 1981 م) هو رسام، ومهندس فضاء جوي، ومهندس أمريكي، ولد في برينهام، توفي في بولون-بيانكور، عن عمر يناهز 69 عاماً.

## التعليم
تعلم في جامعة تكساس إيه اند إم، ومعهد كاليفورنيا للتقنية.